# Ноел Кантвелл
Ноел Юкаріа Корнеліус Кантвелл (англ. Noel Euchuria Cornelius Cantwell; 28 лютого 1932, Корк, Ірландська Вільна держава — 8 вересня 2005, Пітерборо, Англія) — ірландський крикетчик, футболіст і футбольний тренер. Найбільш відомий за своїми виступами за футбольні клуби «Вест Гем Юнайтед», «Манчестер Юнайтед» і національну збірну Ірландії.

## Футбольна кар'єра
Кантвелл почав грати у футбол у клубі свого рідного міста, «Корк Атлетік». Його помітив головний тренер «Вест Гема» Тед Фентон і в 1952 році 20-річний Кантвелл переїхав у Лондон, ставши гравцем «молотобійців».
Будучи гравцем «Вест Гема», він зіграв за збірну Лондона у фіналі Кубка ярмарків 1 травня 1958 року. Кантвелл був капітаном «Вест Гема», коли «молотки» виграли Другий дивізіон в сезоні 1957/58, і клуб повернувся у вищий дивізіон англійського чемпіонату вперше з 1930 року. Всього за «Вест Гем» він зіграв 274 матчі і забив 11 голів.
У листопаді 1960 року Кантвелл перейшов в «Манчестер Юнайтед» за £29 500, ставши найдорожчим крайнім захисником в історії британського футболу. Його дебют за «Манчестер Юнайтед» відбувся 26 листопада 1960 року в матчі проти «Кардіфф Сіті». У фінальному матчі Кубка Англії 1963 року Кантвелл вивів свою команду на «Вемблі» як капітан, а «Манчестер Юнайтед» здобув перемогу над «Лестером» і виграв Кубок Англії. У сезоні 1963/64, в якому «Юнайтед» зайняв в чемпіонаті друге місце, Кантвелл регулярно грав в основному складі, проте надалі він зіткнувся з конкуренцією з боку Шея Бреннана і Тоні Данна, які витіснили його з основи. У сезоні 1966/67 «Манчестер Юнайтед» став чемпіоном Англії, і хоча на поле з капітанською пов'язкою команду виводив Деніс Лоу, Кантвелл залишався офіційним капітаном клубу. Після завоювання чемпіонського титулу Кантвелл завершив кар'єру гравця. Всього за «Манчестер Юнайтед» Ноел провів 146 матчів і забив 8 голів.
У 1960-ті роки Кантвелл також був головою Професійної футбольної асоціації.

## Досягнення
- Чемпіон Англії: 1964/65, 1966/67
- Володар Кубка Англії: 1962/63
- Володар Суперкубка Англії: 1965

## Кар'єра в збірній
Кантвелл провів 36 матчів за збірну Ірландії з футболу, виступаючи на позиції лівого крайнього захисника або, в кількох матчах, центрального нападника. Його дебют за збірну відбувся в жовтні 1953 року в матчі проти збірної Люксембургу. Свій останній матч за збірну Ірландії він провів у лютому 1967 року проти збірної Туреччини. За збірну він забив 14 голів (з них 5 з пенальті) і кілька разів виходив на поле з капітанською пов'язкою (включаючи матч проти збірної Англії на «Вемблі»).

## Тренерська кар'єра
Після завершення кар'єри гравця в 1967 році Кантвелл став головним тренером «Ковентрі Сіті», змінивши на цьому посту Джиммі Гілла, який вперше в історії клубу вивів його у вищий дивізіон чемпіонату Англії. Ноелу вдалося не допустити вильоту «небесно-блакитних» з Першого дивізіону протягом перших двох сезонів, а в сезоні 1969/70 «Ковентрі» посів 6-е місце в чемпіонаті, таким чином забезпечивши кваліфікацію клубу Кубок ярмарків.
12 березня 1972 року Кантвелл пішов з «Ковентрі Сіті» і переїхав у США, де став головним тренером клубу Північноамериканської футбольної ліги «Нью-Інгланд Ті Мен».
Вже через сім місяців він повернувся назад в Англію, де став головним тренером клубу «Пітерборо Юнайтед». Він допоміг «Пітерборо» виграти Четвертий дивізіон у сезоні 1972/73.
10 травня 1977 року він знову виїхав до США, де протягом сезону тренував клуб «Джексонвіль Ті Мен».
19 листопада 1986 року Кантвелл повернувся в «Пітерборо Юнайтед», де пропрацював головним тренером до 12 липня 1988 року.
Згодом Кантуэлл був власником пабу в Пітерборо.

## Кар'єра в крикеті
Крім гри в футбол, Кантвелл грав у крикет за клуб «Корк Богеміанс», а також за збірну Ірландії з крикету, провівши за неї п'ять матчів. Його дебют за крикетну збірну Ірландії відбувся в 1956 році в Единбурзі проти збірної Шотландії. Останнім матчем Кантвелла за збірну стала гра проти збірної Ланкаширу в липні 1959 року.

## Смерть
Ноел Кантуэлл помер від раку 8 вересня 2005 року. У нього залишилася вдова Меггі і двоє дітей.
Клуби, в яких виступав Кантвелл, вшанували його пам'ять хвилиною мовчання перед своїми майбутніми матчами.